# Antonio Sáñez Reguart
Antonio Sáñez Reguart fue un militar y autor español.

## Biografía
Nacido en la ciudad española de Barcelona en el siglo XVIII, era hijo de Carlos Sáñez, que había sido capitán del regimiento de infantería de Sevilla. Antonio comenzó a trabajar para el rey en 1763, y seis años más tarde fue nombrado oficial tercero de la secretaría de la Dirección General de Correos. Tradujo al español obras como las Cartas críticas, jocosas, morales, científicas y eruditas al gusto del siglo presente de José Antonio Constantini, El arte de hacer el vino de M. Maupin y Tratado de la ciencia del mundo de De Callieres. Entre 1791 y 1795, publicó un Diccionario histórico de los artes de la pesca nacional en cinco volúmenes, «obra enteramente nueva, y que en su clase no se conoce otra», según Torres Amat.